# Mrowina-Kolonia
Mrowina-Kolonia est une localité polonaise de la gmina de Kluczewsko, située dans le powiat de Włoszczowa en voïvodie de Sainte-Croix.